# ریک کازنت
ریچارد جیمز کازنت (به انگلیسی: Richard James Cosnett) که با نام مختصر ریک کازنت (به انگلیسی: Rick Cosnett) شناخته می‌شود، یک بازیگر استرالیایی زادهٔ زیمبابوه است. او بیشتر بخاطر نقش وس مکسفیلد در سریال خاطرات خون‌آشامو ادی تاون در سریال فلش شهرت دارد.

## آغاز زندگی و تحصیلات
کازنت در ۶ آوریل ۱۹۸۳ زاده شد و در مزرعه‌ای در چگوتو، زیمبابوه بزرگ شد. خانوادهٔ او تئاترهای موزیکال محلّی فعّالیت داشتند که باعث شد او در سنین پایین به بازیگری علاقه‌مند شود. زمانی که کازنت ۱۷ ساله بود، خانواده‌اش به علّت اصلاحات ارضی در زیمبابوه تصمیم گرفتند که به استرالیا مهاجرت کنند.
کازنت تحصیلاتش را در دانشگاه فناوری کوئینزلند در بریزبن ادامه داد. در ابتدا، برای تحصیل در رشتهٔ موسیقی بورسیه دریافت کرده بود امّا با مدرک کارشناسی هنرهای زیبا در بازیگری فارغ‌التحصیل شده‌است.
کازنت پسرخالهٔ بازیگر انگلیسی هیو گرانت است.

## زندگی شخصی
ریچارد جیمز کازنت در ۱۳ فوریه ۲۰۲۰ در حساب اینستاگرامش آشکار کرد که همجنسگرا است.

## برگزیدهٔ آثار
| سال       | سریال          | نقش                       | اپیزود                                    |
| --------- | -------------- | ------------------------- | ----------------------------------------- |
| ۲۰۰۷      | شرق غرب ۱۰۱    | گرگ اسمال                 | یک قسمت                                   |
| ۲۰۰۸      | عامل نفوذی     | ویل تولمن                 | دو قسمت                                   |
| ۲۰۱۳–۲۰۱۴ | خاطرات خون‌آشام | دکتر وسلی «وس» مکسفیلد    | نقش دوره‌ای                                |
| ۲۰۱۴–۲۰۱۷ | فلش            | کاراگاه ادوارد «ادی» ثاون | نقش اصلی در فصل اولنقش مهمان در فصل ۲ و ۳ |
| ۲۰۱۵–۲۰۱۶ | کوانتیکو       | الایس هارپر               | نقش دوره‌ای                                |
| ۲۰۱۶      | کسل            | ویکتور کراون              | یک قسمت                                   |
| ۲۰۱۸      | ان‌سی‌آی‌اس       | شان پارکس                 | یک قسمت                                   |